# Maskan
Maskan (persiska: مسکن, Mashkān) är en ort i Iran.   Den ligger i provinsen Khorasan, i den nordöstra delen av landet, 500 km öster om huvudstaden Teheran. Maskan ligger 889 meter över havet och antalet invånare är 232.
Terrängen runt Maskan är huvudsakligen platt, men norrut är den kuperad.Runt Maskan är det ganska glesbefolkat, med 29 invånare per kvadratkilometer. Närmaste större samhälle är Sabzevar, 18,1 km öster om Maskan. Omgivningarna runt Maskan är i huvudsak ett öppet busklandskap.